# Jan Schaefer (Politiker)

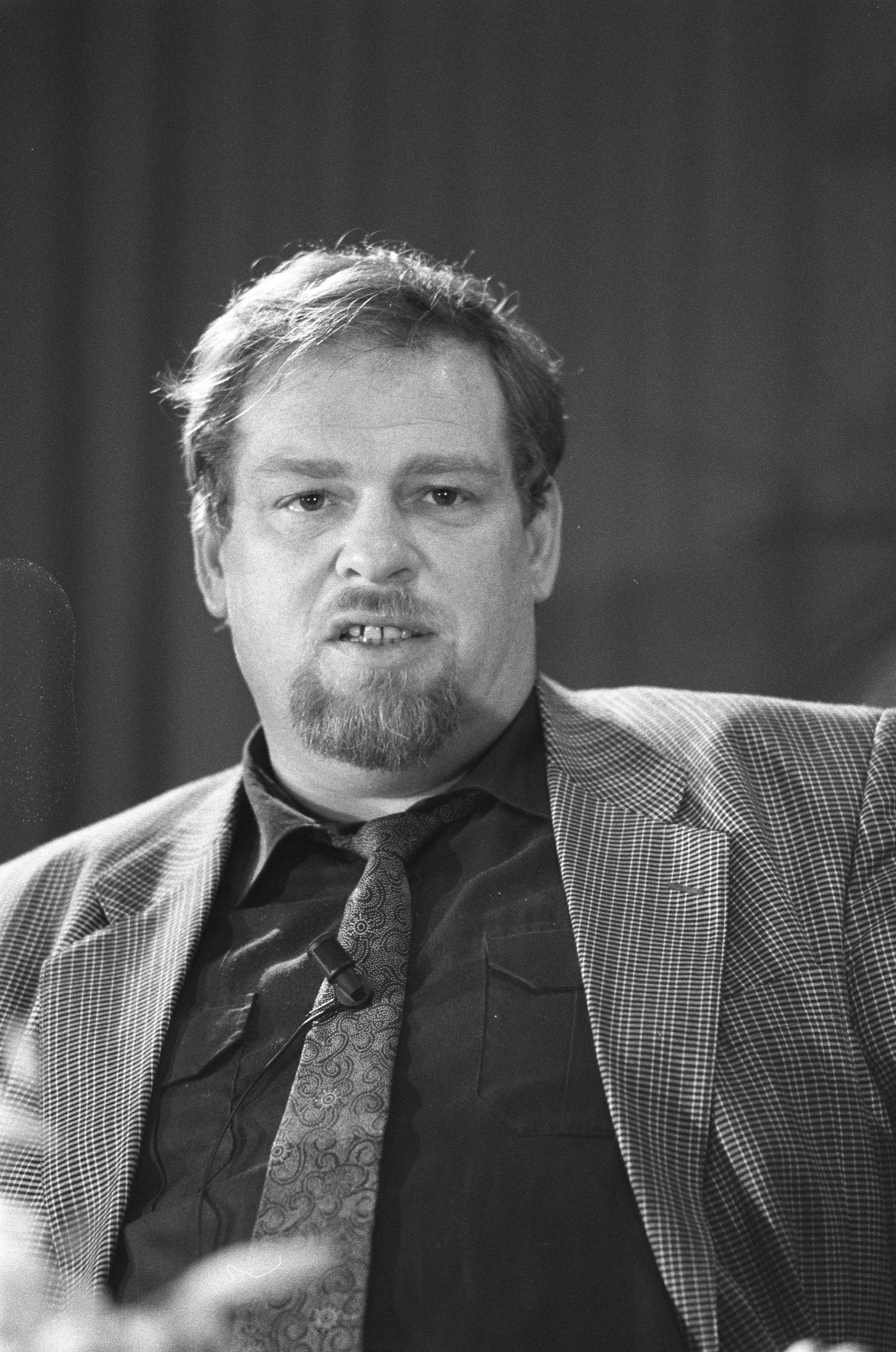
Jan Schaefer (1985)

Johannes „Jan“ Lodewijk Nicholas Schäfer (* 16. März 1940 in Amsterdam; † 30. Januar 1994 ebenda) war ein niederländischer Politiker der Communistische Partij van Nederland (CPN), der Partij van de Arbeid (PvdA) sowie zuletzt der Gemeente-partij, einer Lokalpartei in Amsterdam. Er war zwischen 1971 und 1973 erstmals Mitglied der Zweiten Kammer der Generalstaaten und danach zwischen 1973 und 1977 im Kabinett Den Uyl Staatssekretär im Ministerium für Wohnungswesen und Raumordnung, wo er sich insbesondere mit Fragen der Stadterneuerung befasste.
Nachdem er zwischen 1977 und 1978 wieder Mitglied der Zweiten Kammer war, fungierte er zwischen 1978 und 1986 als Baudezernent (Wethouder) von Amsterdam und daraufhin von 1986 bis 1990 abermals als Mitglied der Zweiten Kammer der Generalstaaten.
Der markante und unkonventionelle Politiker erschien im Parlament oftmals in einem Jeansanzug und ohne Krawatte. Als Befürworter einer klaren Sprache in der Politik wurde er insbesondere durch seinen Spruch „Du kannst nicht im Unsinn wohnen“ (‚In ge-ouwehoer kun je niet wonen‘) bekannt.

## Leben

### Mitglied der Zweiten Kammer und Staatssekretär

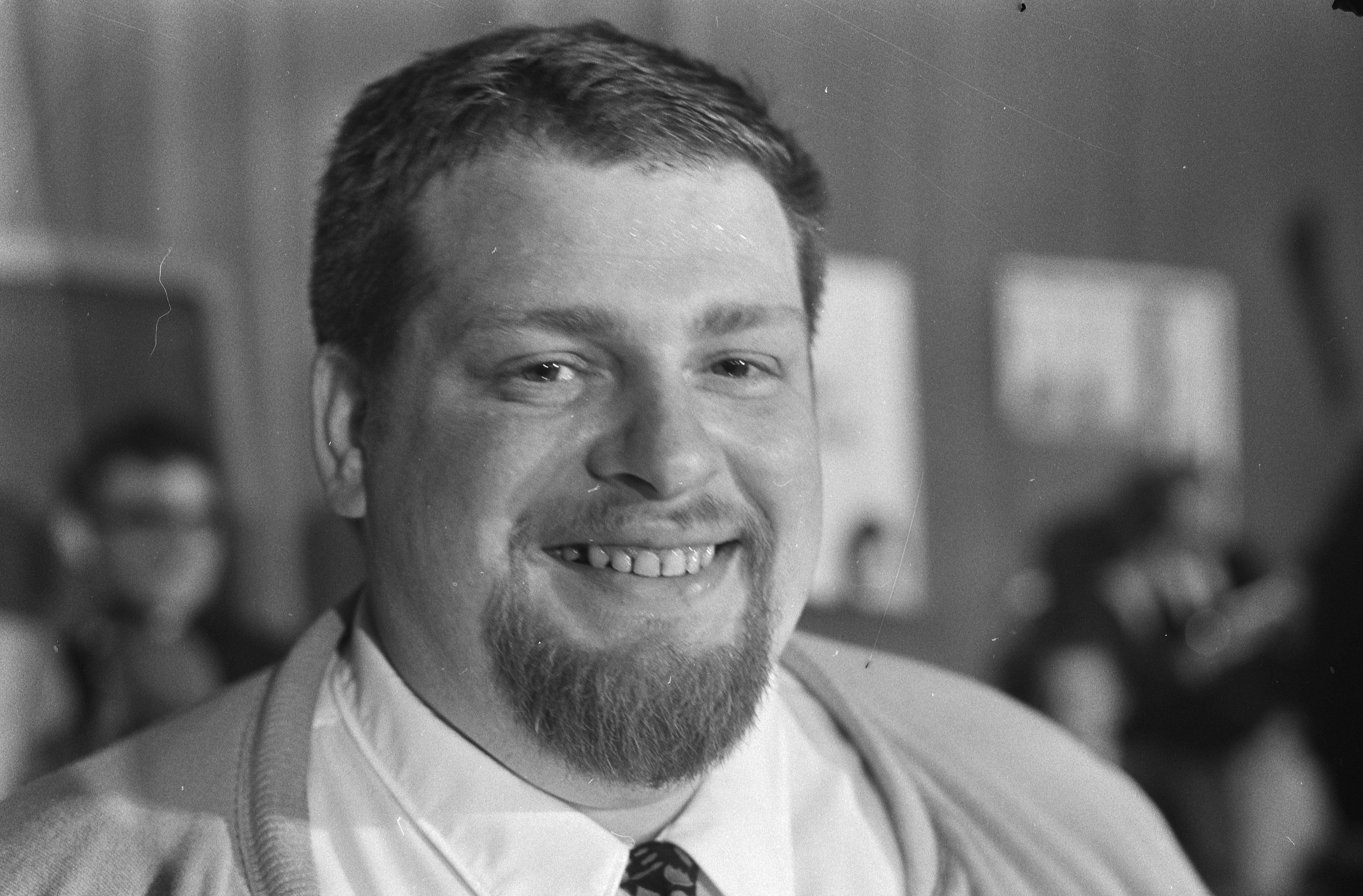
Jan Schaefer nach seiner Wahl zum Mitglied der Zweiten Kammer der Generalstaaten (28. April 1971).

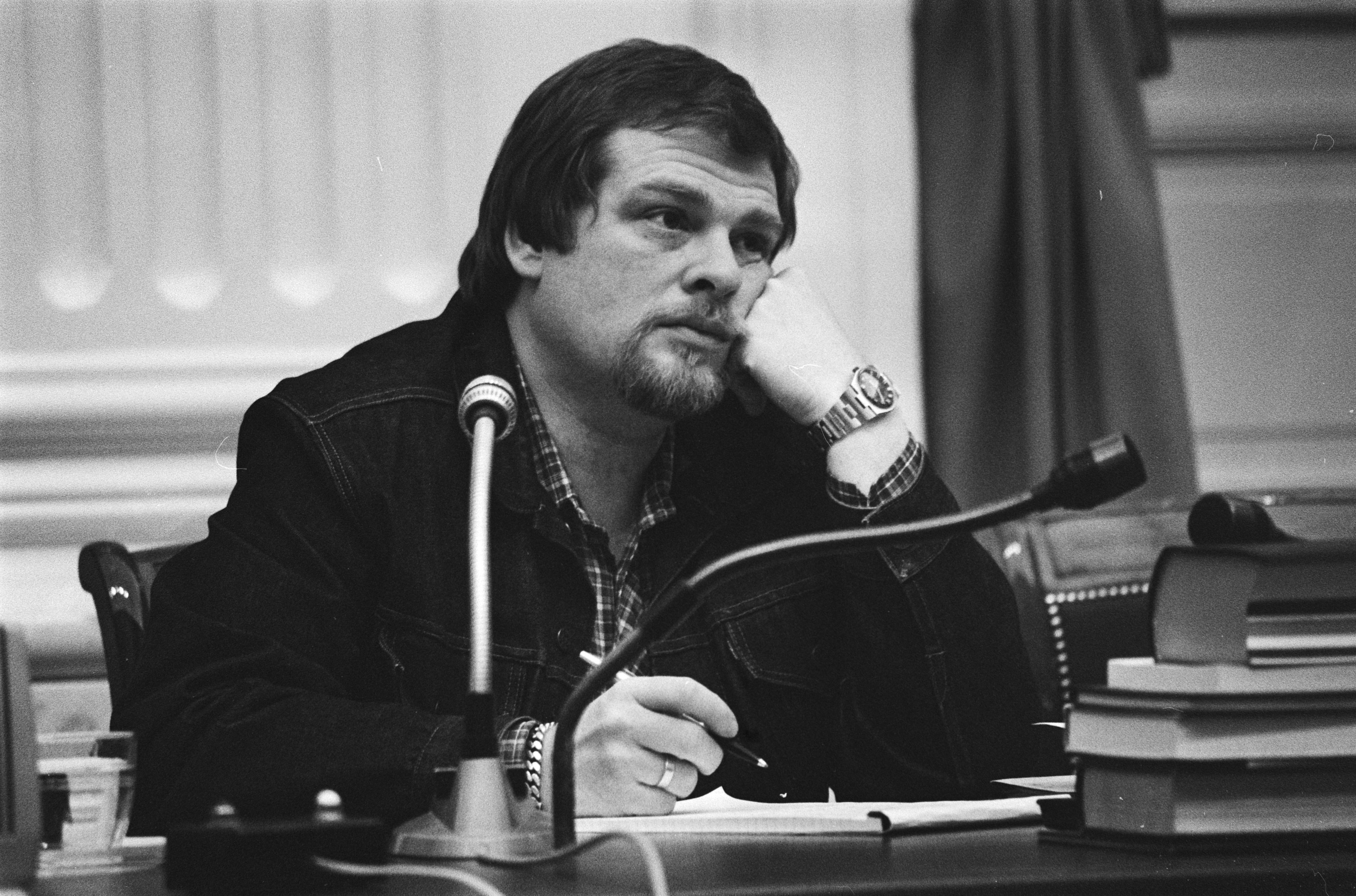
Staatssekretär Schaefer während einer Debatte in der Zweiten Kammer der Generalstaaten (18. Januar 1977).

Johannes „Jan“ Lodewijk Nicholas Schäfer lebte nach der Scheidung der 1928 geschlossenen Ehe seiner Mutter mit Willem Hendrik van Elk 1951 bei seiner Mutter in Amstelveen. Nach Besuch des  Bisschoppelijke Nijverheidsschool (BNS) in Voorhout, einem Teil von Teylingen, absolvierte er eine Berufsausbildung zum Konditor. Zu Beginn der 1960er Jahre wurde er Mitglied der Communistische Partij van Nederland (CPN), aus der er 1965 austrat. Als Nachbarschaftsaktivist (Buurtactivist) trug er in den 1960er Jahren dazu bei, einen großflächigen Abriss im Amsterdamer Stadtteil De Pijp zu verhindern, der den Bau von Büros und Luxuswohnungen sowie den Bau eines breiten Boulevards in der Ferdinand Bolstraat ermöglichen sollte. 1969 trat er als Mitglied der Partij van de Arbeid (PvdA) bei, der er bis 1992 angehörte.
Am 11. Mai 1971 wurde er für die PvdA Mitglied der Zweiten Kammer der Generalstaaten (Tweede Kamer der Staten-Generaal), des Unterhauses des Parlaments, dem er bis zum 11. Mai 1973 angehörte.
Am 11. Mai 1973 übernahm Schaefer im Kabinett Den Uyl das Amt als Staatssekretär im Ministerium für Wohnungswesen und Raumordnung (Staatssecretaris van Volkshuisvesting en Ruimtelijke Ordening) und war als solcher bis zum 8. September 1977 zuständig für Belange der Stadterneuerung, einschließlich der Erhaltung, Verbesserung und Verteilung des bestehenden Wohnungsbestandes. Während seiner Amtszeit als Staatssekretär wurde 1974 ein Gesetz verabschiedet, das es Gemeinden in bestimmten Fällen ermöglichte, das Wohnungsbaugesetz 1947 (Woonruimtewet 1947) zu reaktivieren. Dies war insbesondere notwendig, um den Kommunen mehr Kontrolle über die Wohnungsverteilung zu geben, wenn bei der Stadterneuerung zum Beispiel Ersatzwohnungen zugeteilt werden mussten. Außerdem wurde 1977 der Interimsbilanzplan eingeführt, der dazu führte, dass der Staat in bestimmten Notstandsgebieten die Differenz zwischen den Kosten für die Erstellung und Umsetzung von Stadterneuerungsplänen erstatten konnte. Die von ihm 1977 in der Zweiten Kammer vorgestellten Änderungen des Wohnungsbaugesetzes (Woningwet) hinsichtlich der Wohnungsbaubescheide und des Wohnungsmietengesetzes (Wet huurprijzen verbeterde woningen) wurden 1978 von seinem Nachfolger Gerrit Brokx im Staatsblad veröffentlicht.
Am 8. Juni 1977 wurde er für die PvdA erneut Mitglied der Zweiten Kammer der Generalstaaten, der er nunmehr bis zu seinem Mandatsverzicht am 6. September 1978 angehörte.

### Baudezernent von Amsterdam und Wiederwahl in die Zweite Kammer

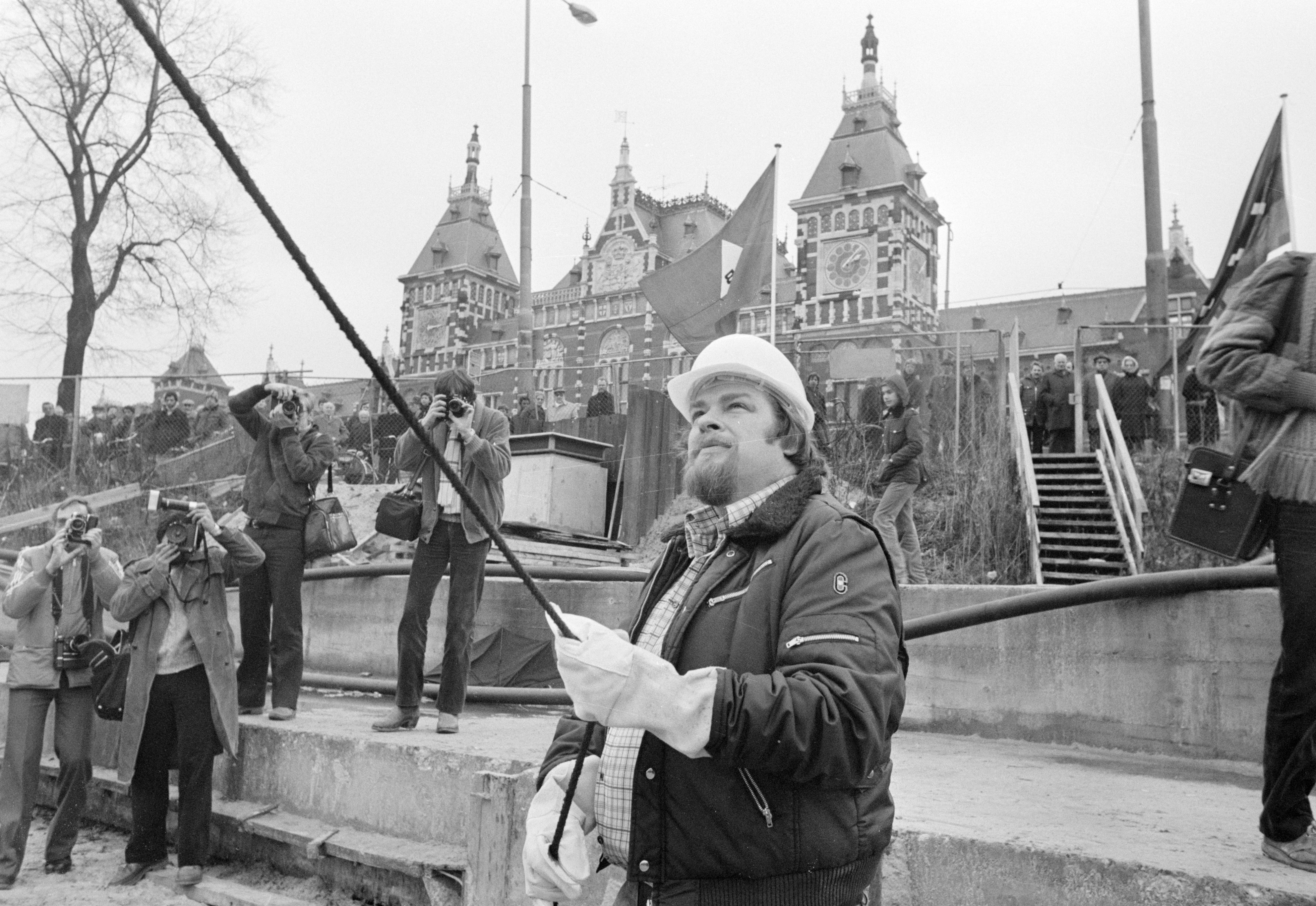
Als Baudezernent rammte Schaefer am 4. Februar 1980 den ersten Pfahl für den Wiederaufbau des Noord-Zuid Hollandsch Koffiehuis vor dem Amsterdamer Hauptbahnhof (Bahnhof Amsterdam Centraal).

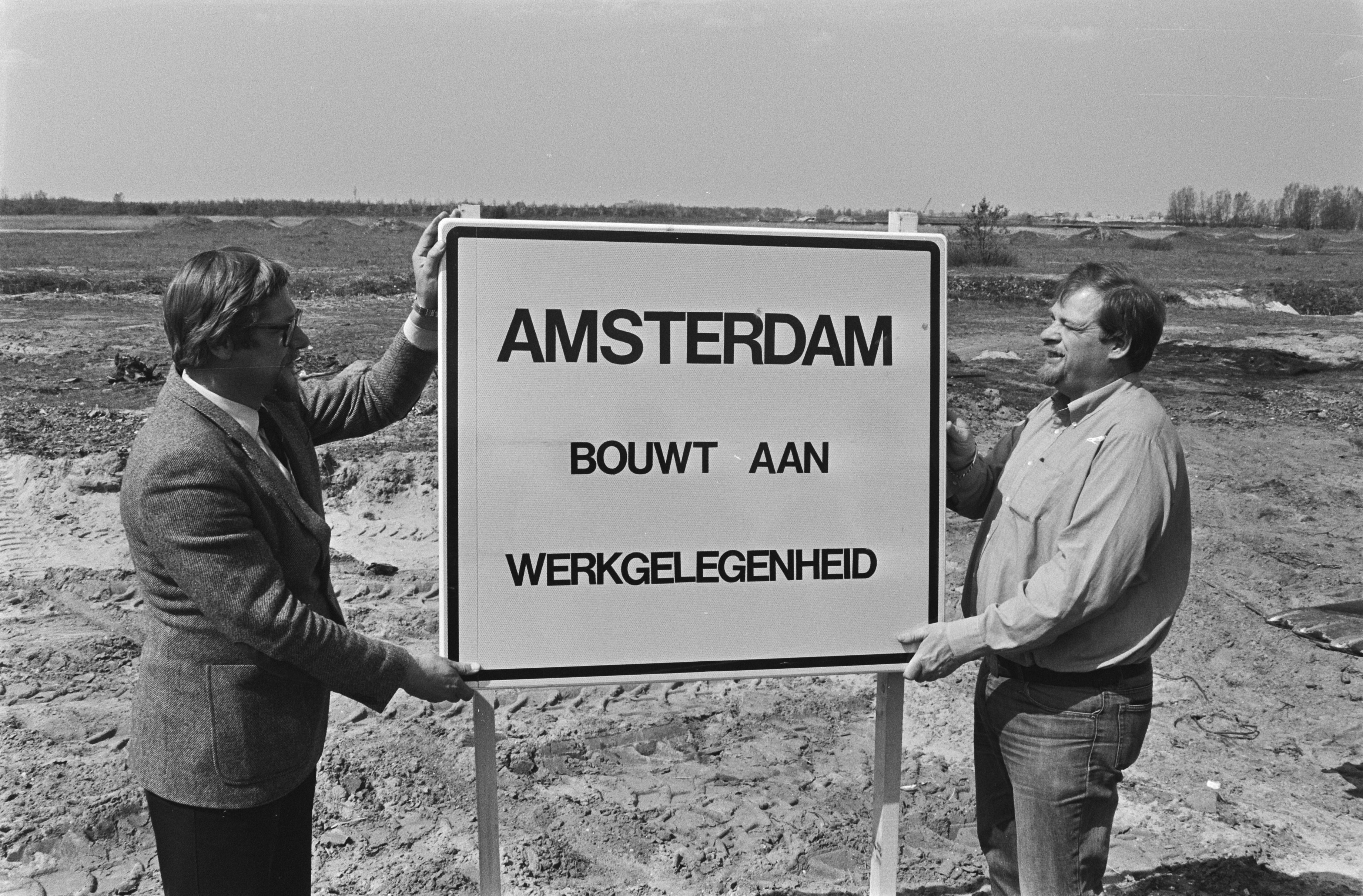
Die Amsterdamer Beigeordneten Enneüs Heerma (links) und Schaefer setzen ein Hinweisschild für den Bau des Gewerbeparks De Heining 2 (10. Mai 1982).

Bei den Kommunalwahlen in Amsterdam 1978 und 1982 war Jan Schaefer jeweils Spitzenkandidat der PvdA. Am Tag vor seinem Ausscheiden aus dem Parlament übernahm er am 5. September 1978 das Amt als Beigeordneter (Wethouder) von Amsterdam und war als solcher bis zum 29. April 1986 zuständig für Wohnungswesen, Stadterneuerung, Bau- und Wohnungsaufsicht sowie die Grundstücksgesellschaft. Auch als Baudezernent von Amsterdam konnte er einen starken Impuls für Stadterneuerung und Neubau geben. 1980 rammte er den ersten Pfahl für den Wiederaufbau des Noord-Zuid Hollandsch Koffiehuis vor dem Amsterdamer Hauptbahnhof (Bahnhof Amsterdam Centraal).
Schaefer wurde für die PvdA am 3. Juni 1986 wieder Mitglied der Zweiten Kammer der Generalstaaten und gehörte dieser bis zum 23. Januar 1990 an. Während dieser Legislaturperiode war er anfangs Sprecher der PvdA-Fraktion für kleine und mittlere Unternehmen und Kriegsbetroffene und befasste sich auch mit Sozialwohnungen, wenngleich er nicht der erste Sprecher in diesem Bereich war. Daraufhin war er zwischen dem 18. September 1986 bis 15. Februar 1990 Vorsitzender des Ständigen Ausschusses für Wohnungs- und Raumordnung (Vaste Commissie voor Volkshuisvesting en Ruimtelijke Ordening). Im September 1987 musste er wegen eines Blutgerinnsels ins Krankenhaus eingeliefert werden. Als Ausschussvorsitzender stellte er am 31. Mai 1988 eine Interpellation an den damaligen Staatssekretär im Ministerium für Wohnungswesen, Raumordnung und Umweltschutz Enneüs Heerma zu dessen Aussagen zur Zukunft kommunaler Wohnungsunternehmen.
Nach seinem neuerlichen Ausscheiden aus dem Parlament fungierte er im Januar 1990 als Vorstandsvorsitzender der Stichting IDFA, die seit 1988 das International Documentary Film Festival Amsterdam ausrichtet. Daneben engagierte er sich seit Januar 1990 als Mitglied des Beschwerdeausschusses des Königlich Niederländischen Motorradfahrerverbandes KNMV (Koninklijke Nederlandse Motorrijders Vereniging). Danach war er vom 18. Mai 1990 bis 1. Januar 1992 als Vorsitzender der Interadministrativen Projektgruppe Soziale Erneuerung (Interbestuurlijke Projectgroep Sociale Vernieuwing). Nachdem er aus der PvdA ausgetreten war, trat er 1992 als Mitglied der Gemeente-partij bei, einer Lokalpartei in Amsterdam. 1992 setzte er sich gegen die Einrichtung eines Bezirksrats für das Zentrum von Amsterdam ein. Der markante und unkonventionelle Politiker erschien im Parlament oftmals in einem Jeansanzug und ohne Krawatte. Als Befürworter einer klaren Sprache in der Politik wurde er insbesondere durch seinen Spruch „In Geschwätz kann man nicht wohnen“ (‚In ge-ouwehoer kun je niet wonen‘) und auch „Ist dies Policy oder hat man darüber nachgedacht?“ (‚Is dit beleid of is er over nagedacht?‘) bekannt und war 1992 Initiator der Demokratischen Offensive (Democratisch Offensief), eine Bewegung, die darauf abzielte, die Politik den Bürgern näher zu bringen.
Während er im Januar 1994 nach einem Herzinfarkt im Krankenhaus lag, entwickelte er einen weiteren Jobplan für Amsterdam. Er starb am 30. Januar 1994, dem Tag seiner Entlassung aus dem Krankenhaus, im Alter von 53 Jahren. Die Jan-Schaefer-Brücke in Amsterdam ist nach ihm benannt, die den westlichen Teil der künstlichen Insel Java-eiland mit der Oostelijke Handelskade verbindet. Gein3dorp im Stadtbezirk Amsterdam-Zuidoost entstand durch seine Bemühungen und der dortige Jan Schaeferpad wurde nach ihm benannt, der im Erholungsgebiet De Hoge Dijk endet. Dordrecht hat einen nach ihm benannten Jan Schäferhof. Jan Schaefer ist auf dem Zorgvlied-Friedhof in Amsterdam beigesetzt. Er wurde am 5. Februar 2012 in der Fernsehsendung Andere Tijden porträtiert.

## Veröffentlichungen
- Plan voor de steden, 1981, ISBN 906-2-64012-5

## Hintergrundliteratur
- Louis Hoeks: „In geouwehoer kun je niet wonen“'. Het leven van Jan Schaefer, Uitgeverij Atlas Contact, Amsterdam 2017